# Ашуров, Урумбай Ашурович
Урумбай Ашурович Ашуров (тадж. Ӯрунбой Ашӯрович Ашӯров; 1903, Новый Маргилан, Маргеланский уезд, Ферганская область, Туркестанский край, Российская империя — 21 апреля 1938, Сталинабад, Таджикская ССР, СССР) — советский таджикский партийный и государственный деятель. Первый секретарь ЦК КП(б) Таджикистана (1937). Входил в состав особой тройки НКВД СССР.

## Биография
Родился в семье бедного дехканина, которая в поисках работы переселилась в Фергану из Худжанда. Учился в мектебе, в 1915 году окончил Русско-туземную школу, затем учился в Ферганском городском училище (1915—1916).
В 1916—1920 годах работал в магазине, затем учеником наборщика, наборщиком в типографии, табельщиком в оружейных мастерских Ферганского фронта. В 1918—1919 годах служил в Красной Армии. В мае 1919 года вступил в РКП(б).
В 1920—1923 годах служил в органах ВЧК / ГПУ в Скобелеве и Маргелане, был заместителем уполномоченного Ферганского областного отдела ГПУ по Маргеланскому уезду.
С 1923 года — на партийной и государственной работе: заместитель председателя, председатель Маргеланского уездного городского революционного комитета (Ферганская область), председатель исполнительного комитета Маргеланского уездного Совета (1924—1925), ответственный секретарь Ферганского уездного городского комитета КП(б) Узбекистана (1925—1927). С января 1927 года был утверждён ответственным секретарём Организационного бюро ЦК КП(б) Узбекистана по Андижанскому округу (с марта 1927 — Андижанского окружного комитета КП(б) Узбекистана).
В мае 1929 года был назначен народным комиссаром финансов Узбекской ССР. В 1930 году окончил Курсы марксизма-ленинизма при Коммунистической академии, после чего работал председателем Средне-Азиатского колхозцентра (февраль — декабрь 1931).
С декабря 1931 года — в Средне-Азиатском бюро ЦК ВКП(б): заместитель заведующего организационным отделом, заведующий отделом культуры и пропаганды ленинизма (с января 1933).
С января 1935 по август 1936 года — второй секретарь ЦК КП(б) Таджикистана, затем — ответственный инструктор ЦК ВКП(б). С января по октябрь 1937 года — первый секретарь ЦК КП(б) Таджикистана, одновременно с февраля — председатель Совета Народных Комиссаров Таджикской ССР. Этот период отмечен вхождением в состав особой тройки, созданной по приказу НКВД СССР от 30.07.1937 № 00447 и активным участием в сталинских репрессиях.
Избирался делегатом XV съезда ВКП(б) (1927) и XVI конференции ВКП(б) (1929).
В сентябре 1937 года был арестован. В 1938 году по приговору Военной коллегии Верховного суда СССР расстрелян в Сталинабаде. Реабилитирован посмертно.

## Награды
- орден Трудового Красного Знамени[2]
- почётная грамота ЦИК Узбекской ССР[1].